# Selles-sur-Cher
Pour les articles homonymes, voir Selles-sur-cher.
Selles-sur-Cher est une commune française située dans le département de Loir-et-Cher, en région Centre-Val de Loire.
Localisée au sud du département, la commune fait partie de la petite région agricole « les Plateaux bocagers de la Touraine méridionale », regroupant des milieux très hétérogènes, plateau dénudé de Pontlevoy, vallée du Cher bordée de coteaux de vignes et aspects de gatine au-delà.
L'occupation des sols est marquée par l'importance des espaces agricoles et naturels qui occupent la quasi-totalité du territoire communal. Plusieurs espaces naturels d'intérêt sont présents dans la commune : deux espaces protégés, deux sites natura 2000, deux zones naturelles d'intérêt écologique, faunistique et floristique (ZNIEFF) et un espace naturel sensible. En 2010, l'orientation technico-économique de l'agriculture dans la commune est la culture des céréales et des oléoprotéagineux. À l'instar du département, qui en a vu disparaître le quart en dix ans, le nombre d'exploitations agricoles a fortement diminué, passant de 28 en 1988, à 28 en 2000, puis à 17 en 2010.
Le patrimoine architectural de la commune comprend sept bâtiments portés à l'inventaire des monuments historiques : l'abbatiale Notre-Dame-la-Blanche, classée en 1862, la tour de la Porte aux Renards, inscrite en 1946, l'abbaye Saint-Eusice de Selles-sur-Cher, inscrite en 1946, le château de Selles-sur-Cher, classé en 1985, le pont-canal sur la Sauldre, inscrit en 2009, le logis de Jeanne d'Arc, inscrit en 1946, et une maison, inscrite en 1946.

## Géographie

### Localisation et communes limitrophes
La commune de Selles-sur-Cher se trouve au sud du département de Loir-et-Cher, dans la petite région agricole des Plateaux bocagers de la Touraine méridionale,. À vol d'oiseau, elle se situe à 38,7 km de Blois, préfecture du département, à 17,1 km de Romorantin-Lanthenay, sous-préfecture. La commune fait en outre partie du bassin de vie de Selles-sur-Cher.
Les communes les plus proches sont :
La Vernelle (3,4 km)(Indre), Billy (4,1 km), Châtillon-sur-Cher (4,7 km), Meusnes (5,4 km), Fontguenand (6,6 km)(Indre), Gy-en-Sologne (7,8 km), Chabris (7,9 km)(Indre), Varennes-sur-Fouzon (8 km)(Indre) et Lye (8,2 km) (Indre).

### Hydrographie
La commune est drainée par le canal de Berry (8,288 km), la Sauldre (10,103 km), le Cher (9,337 km), la Croisne (0,02 km) la Manne et par divers petits cours d'eau, constituant un réseau hydrographique de 31,89 km de longueur totale.
Le canal de Berry (d'abord « canal du Cher », puis « canal du duc de Berry » avant de prendre en 1830 son nom actuel) avait une longueur de 320 km. Réalisé entre 1808 et 1840, il a été utilisé jusqu'en 1945 puis a été déclassé et aliéné en 1955.
La Sauldre traverse la commune du nord-est vers le sud-ouest. D'une longueur totale de 183,1 km, il prend sa source dans la commune de Humbligny (Cher) et se jette dans le Cher à Selles-sur-Cher (Loir-et-Cher), après avoir traversé 29 communes.
Le Cher, d'une longueur totale de 365,5 km, prend sa source dans la commune de Mérinchal (Creuse) et se jette dans la Loire à Cinq-Mars-la-Pile (Indre-et-Loire), après avoir traversé 117 communes.

### Climat
Pour des articles plus généraux, voir Climat du Centre-Val de Loire et Climat de Loir-et-Cher.
En 2010, le climat de la commune est de type climat océanique dégradé des plaines du Centre et du Nord, selon une étude du CNRS s'appuyant sur une série de données couvrant la période 1971-2000. En 2020, Météo-France publie une typologie des climats de la France métropolitaine dans laquelle la commune est exposée à un climat océanique altéré et est dans la région climatique Centre et contreforts nord du Massif Central, caractérisée par un air sec en été et un bon ensoleillement.
Pour la période 1971-2000, la température annuelle moyenne est de 11,1 °C, avec une amplitude thermique annuelle de 15,5 °C. Le cumul annuel moyen de précipitations est de 651 mm, avec 10,6 jours de précipitations en janvier et 6,5 jours en juillet. Pour la période 1991-2020, la température moyenne annuelle observée sur la station météorologique de Météo-France la plus proche, à Lye à 8 km à vol d'oiseau, est de 12,1 °C et le cumul annuel moyen de précipitations est de 673,1 mm,. Pour l'avenir, les paramètres climatiques de la commune estimés pour 2050 selon différents scénarios d'émission de gaz à effet de serre sont consultables sur un site dédié publié par Météo-France en novembre 2022.

### Milieux naturels et biodiversité

#### Espaces protégés
La protection réglementaire est le mode d'intervention le plus fort pour préserver des espaces naturels remarquables et leur biodiversité associée. Deux espaces protégés sont présents dans la commune : « Chatillon-sur-Cher », un terrain acquis par le Conservatoire d'espaces naturels Centre-Val de Loire. Il présente une superficie de 31,88 ha, « Tour au Lièvre », un terrain acquis par le Conservatoire d'espaces naturels Centre-Val de Loire. Il présente une superficie de 10,94 ha.

#### Sites Natura 2000
Le réseau Natura 2000 est un réseau écologique européen de sites naturels d'intérêt écologique élaboré à partir des directives « Habitats » et « Oiseaux ». Ce réseau est constitué de Zones spéciales de conservation (ZSC) et de Zones de protection spéciale (ZPS). Dans les zones de ce réseau, les États membres s'engagent à maintenir dans un état de conservation favorable les types d'habitats et d'espèces concernés, par le biais de mesures réglementaires, administratives ou contractuelles. L'objectif est de promouvoir une gestion adaptée des habitats tout en tenant compte des exigences économiques, sociales et culturelles, ainsi que des particularités régionales et locales de chaque État membre. Les activités humaines ne sont pas interdites, dès lors que celles-ci ne remettent pas en cause significativement l'état de conservation favorable des habitats et des espèces concernés. Des parties du territoire communal sont incluses dans les sites Natura 2000 suivants :
- les « Vallée du Cher et coteaux, forêt de Grosbois », d'une superficie de 1 700 ha[21] ;
- les « Prairies du Fouzon », d'une superficie de 1 693 ha[22].

#### Zones naturelles d'intérêt écologique, faunistique et floristique
L'inventaire des zones naturelles d'intérêt écologique, faunistique et floristique (ZNIEFF) a pour objectif de réaliser une couverture des zones les plus intéressantes sur le plan écologique, essentiellement dans la perspective d'améliorer la connaissance du patrimoine naturel national et de fournir aux différents décideurs un outil d'aide à la prise en compte de l'environnement dans l'aménagement du territoire. Le territoire communal de Selles-sur-Cher comprend deux ZNIEFF :
- les « Prairies d'Aveigne (Prairies du Fouzon partie est) » (313,34 ha)[24] ;
- les « Prairies du Fouzon » (2 031,36 ha)[25].

#### Espaces naturels sensibles
Dans le cadre de sa politique environnementale, le Conseil départemental labellise certains sites au patrimoine naturel remarquable, les « espaces naturels sensibles », dans le but de les préserver, les faire connaître et les valoriser. Vingt-six sites sont ainsi identifiés dans le département dont un situé sur le territoire communal : les « Prairies alluviales du Cher et du Fouzon ».

## Urbanisme

### Typologie
Au 1er janvier 2024, Selles-sur-Cher est catégorisée bourg rural, selon la nouvelle grille communale de densité à sept niveaux définie par l'Insee en 2022.
Elle appartient à l'unité urbaine de Selles-sur-Cher, une unité urbaine monocommunale constituant une ville isolée,. La commune est en outre hors attraction des villes,.

### Occupation des sols
L'occupation des sols est marquée par l'importance des espaces agricoles et naturels (96,8 %). La répartition détaillée ressortant de la base de données européenne d'occupation biophysique des sols Corine Land Cover millésimée 2012 est la suivante :
- terres arables (11,6 %),
- cultures permanentes (0,6 %),
- zones agricoles hétérogènes (15,4 %),
- prairies (3,5 %),
- forêts (65,2 %),
- milieux à végétation arbustive ou herbacée (0,7 %),
- zones urbanisées (1 %),
- espaces verts artificialisés non agricoles (0,5 %),
- zones industrielles et commerciales et réseaux de communication (1,7 %),
- eaux continentales (0,5 %)[7].

### Planification
En matière de planification, la commune disposait en 2017 d'un plan local d'urbanisme en révision.

### Habitat et logement
Le tableau ci-dessous présente la typologie des logements à Selles-sur-Cher en 2016 en comparaison avec celle du Loir-et-Cher et de la France entière. Une caractéristique marquante du parc de logements est ainsi une proportion de résidences secondaires et logements occasionnels (15,7 %) inférieure à celle du département (18 %) mais supérieure à celle de la France entière (9,6 %). Concernant le statut d'occupation de ces logements, 91,3 % des habitants de la commune sont propriétaires de leur logement (89,1 % en 2011), contre 68,1 % pour le Loir-et-Cher et 57,6 pour la France entière.
|                                                         | Selles-sur-Cher | Loir-et-Cher | France entière |
| ------------------------------------------------------- | --------------- | ------------ | -------------- |
| Résidences principales (en %)                           | 72,0            | 74,5         | 82,3           |
| Résidences secondaires et logements occasionnels (en %) | 15,7            | 18           | 9,6            |
| Logements vacants (en %)                                | 12,3            | 7,5          | 8,1            |

### Risques majeurs
Le territoire communal de Selles-sur-Cher est vulnérable à différents aléas naturels : inondations (par débordement du Cher), climatiques (hiver exceptionnel ou canicule), mouvements de terrains ou sismique (sismicité faible).
Il est également exposé à un risque technologique : le transport de matières dangereuses,.

#### Risques naturels

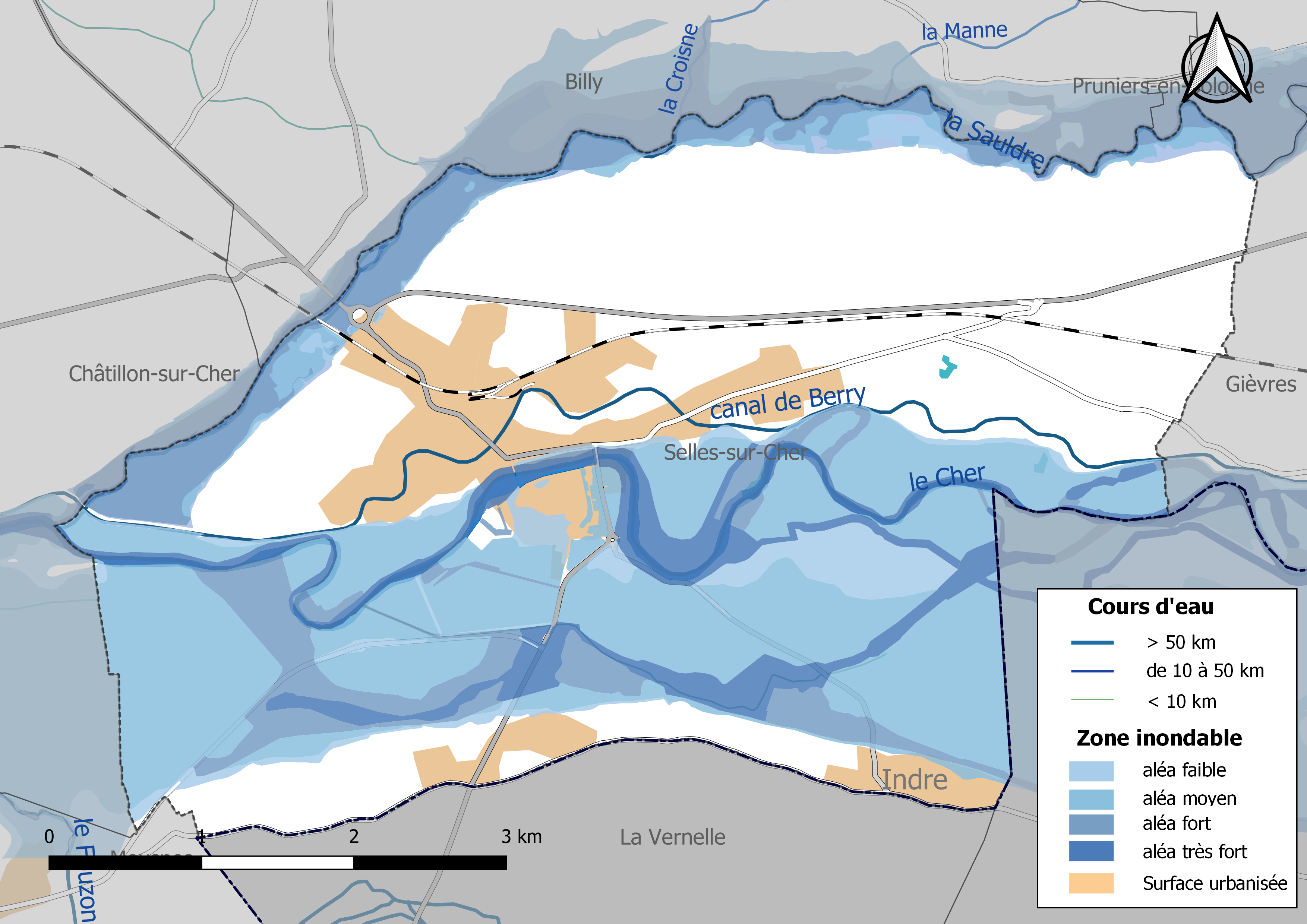
Zones inondables de la commune de Selles-sur-Cher.

Les mouvements de terrains susceptibles de se produire dans la commune sont soit liés au retrait-gonflement des argiles, soit des chutes de blocs, soit des effondrements liés à des cavités souterraines. Le phénomène de retrait-gonflement des argiles est la conséquence d'un changement d'humidité des sols argileux. Les argiles sont capables de fixer l'eau disponible mais aussi de la perdre en se rétractant en cas de sécheresse. Ce phénomène peut provoquer des dégâts très importants sur les constructions (fissures, déformations des ouvertures) pouvant rendre inhabitables certains locaux. La carte de zonage de cet aléa peut être consultée sur le site de l'observatoire national des risques naturels Georisques. Une autre carte permet de prendre connaissance des cavités souterraines localisées dans la commune.
Les crues du Cher sont moins importantes que celles de la Loire, mais elles peuvent provoquer des dégâts importants. Les crues historiques sont celles de 1856 (5 m à l'échelle de Noyers-sur-Cher), 1940 (4,03 m) et 1977 (3,58 m). Le débit maximal historique est de 1 560 m3/s et caractérise une crue de retour supérieur à cent ans pour Montrichard Val de Cher. Le risque d'inondation est pris en compte dans l'aménagement du territoire de la commune par le biais du Plan de prévention du risque inondation (PPRI) du Cher.

#### Risques technologiques
Le risque de transport de marchandises dangereuses dans la commune est lié à sa traversée par des infrastructures routières et ferroviaires importantes et la présence d'une canalisation de transport de gaz. Un accident se produisant sur de telles infrastructures est en effet susceptible d'avoir des effets graves au bâti ou aux personnes jusqu'à 350 m, selon la nature du matériau transporté. Des dispositions d'urbanisme peuvent être préconisées en conséquence.

## Toponymie
(septembre 2024).
Si vous disposez d'ouvrages ou d'articles de référence ou si vous connaissez des sites web de qualité traitant du thème abordé ici, merci de compléter l'article en donnant les références utiles à sa vérifiabilité et en les liant à la section « Notes et références ».

### Nom actuel
Le nom de Selles vient du pluriel du bas latin « cella », c’est-à-dire la cellule d’un moine ou d’un ermite. En effet, dès le VIe siècle, se serait installé près des rives du Cher un ermite nommé Eusice[source insuffisante]. Des historiens contestent son existence car certains faits et gestes, attribués aux ermites de cette époque, ont été rédigés à une date incertaine ou très postérieurement aux événements. Cette origine toponymique est similaire à celle identifiée, en Sologne, pour les communes de Selles-Saint-Denis et de Cellettes. Selles-sur-Cher est ainsi un hagiotoponyme caché. Le blason de la commune joue quant à lui sur l'homophonie avec les selles de cheval.

### Évolution du nom de la commune
Au Moyen Âge, le village était connu comme « Celle-Saint-Eusice », puis « Selles-Notre-Dame », puis « Selles-en-Berry », avant de devenir « Selles-sur-Cher ».

## Histoire
D'après la tradition, saint Eusice y bâtit au VIe siècle un oratoire qui fut épargné par une crue de la rivière. En 531, il prédit à Childeric, roi des Francs la victoire contre Alamaric, roi de Wisigoth, et à son retour, celui-ci selon le vœu qu'il avait fait, fit construire sur ce lieu même une abbaye, marquant la naissance du village.
Un atelier monétaire battait une monnaie locale au XIe siècle.
Les seigneurs de Selles-sur-Cher :
- la famille de Vierzon de 970 à 1198 (seigneurie partagée avec les Donzy : voir l'article Selles) ;
- la famille de Courtenay-Champignelles de 1198 à 1267 ;
- la famille de Chalon (-Auxerre et -Tonnerre) de 1267 à 1409 ;
- la famille de Husson-Tonnerre de 1409 à 1496 ;
- la famille de Clermont-Tonnerre de 1496 à 1604 (ces cinq premières famille se suivent en succession héréditaire ; il est venu s'intercaler un moment les La Trémoille, Catherine de L'Ile-Bouchard, veuve d'Hugues de Chalon-Tonnerre en 1424 — il lui avait laissé Selles en douaire — ayant ensuite épousé Georges Ier de La Trémoille, † 1446) ;
- la famille de Béthune de 1604 à 1719, par acquisition vers 1604 : Philippe de Béthune (1566-1649), frère cadet de Sully, aussi marquis de Chabris et baron puis comte de Charost, devient baron puis comte de Selles ;
- la famille Le Bret de 1719 à 1804, par acquisition en 1719 : Cardin Le Bret de Flacourt ;
- la famille de La Bourdonnaye de 1804 à 1810.

À partir de 1145, l'abbaye fut gouvernée par des abbés réguliers de l'ordre de Saint-Augustin mais, en 1486, la pratique de la commende fut mise en œuvre et le premier abbé commendataire fut Jean de La Trémoille. L'abbaye et la ville souffrirent lors des guerres de religion de l'assaut de l'artillerie des troupes protestantes de l'amiral de Coligny qui, faisant retraite en revenant d'Orléans, attaqua la ville dans laquelle s'était réfugié le clergé catholique avec les trésors de toutes les églises alentour. Par les deux brèches de la muraille, quatre compagnies de reîtres allemands s'introduisirent dans la ville et la pillèrent, s'attaquant aux reliques de saint Eusice.
Au XVIIe siècle, Philippe de Béthune transforma le vieux château en l'ouvrant sur le Cher.
Entre le 29 janvier et le 8 février 1939, plus de 3 100 réfugiés espagnols, fuyant l'effondrement de la république espagnole devant Franco, arrivent en Loir-et-Cher. Les haras de Selles-sur-Cher sont mis à contribution. Les réfugiés, essentiellement des femmes et des enfants, sont soumis à une quarantaine stricte, vaccinés, le courrier est limité, le ravitaillement, s'il est peu varié et cuisiné à la française, est cependant assuré. Au printemps et à l'été, les réfugiés sont regroupés à Bois-Brûlé (commune de Boisseau).

## Politique et administration

### Découpage territorial
La commune de Selles-sur-Cher est membre de la Communauté de communes Val-de-Cher-Controis, un établissement public de coopération intercommunale (EPCI) à fiscalité propre créé le 1er janvier 2017.
Elle est rattachée sur le plan administratif à l'arrondissement de Romorantin-Lanthenay, au département de Loir-et-Cher et à la région Centre-Val de Loire, en tant que circonscriptions administratives. Sur le plan électoral, elle est rattachée au canton de Selles-sur-Cher depuis 2015 pour l'élection des conseillers départementaux et à la deuxième circonscription de Loir-et-Cher pour les élections législatives.

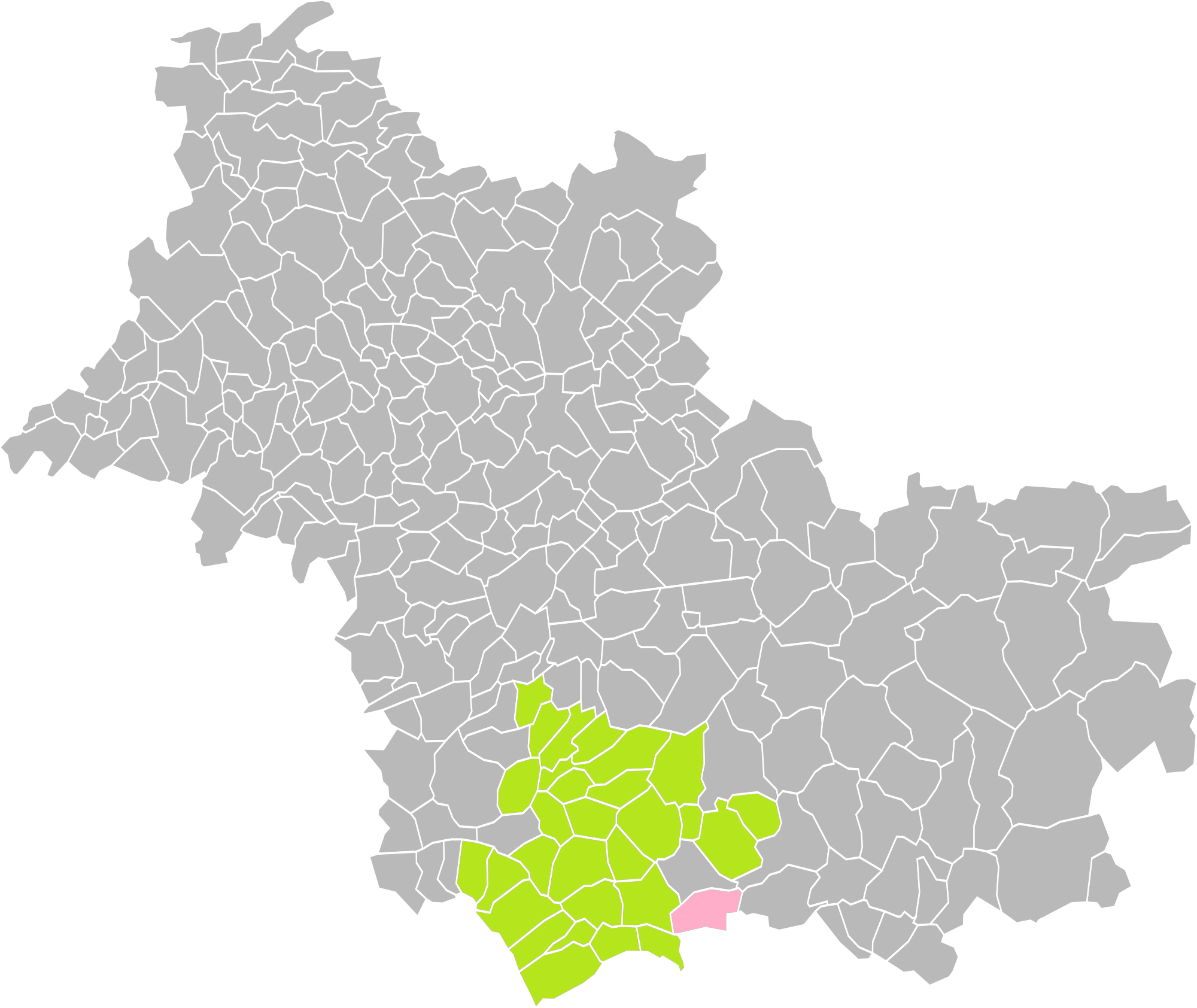
Selles-sur-Cher dans l'intercommunalité en 2016.
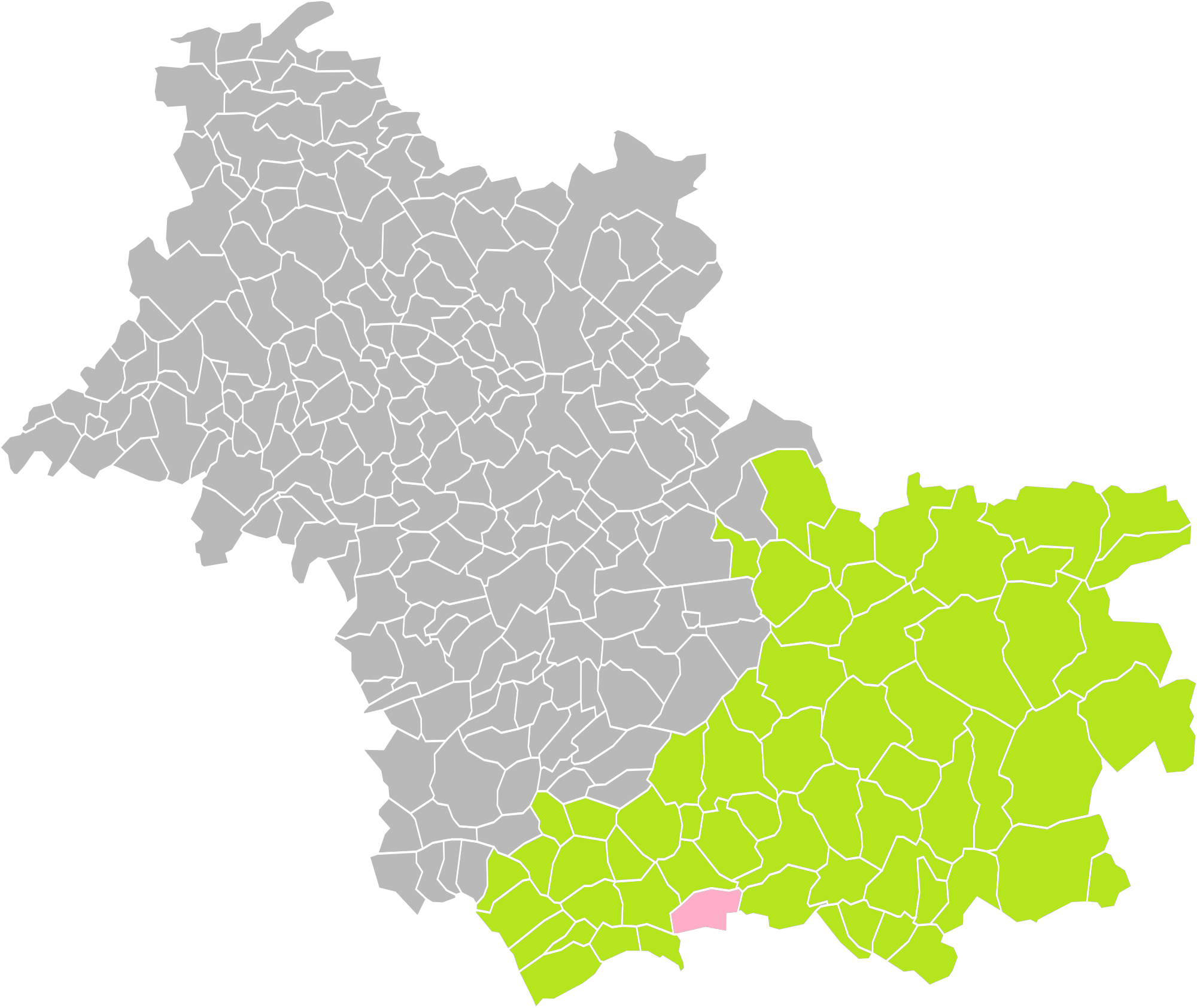
Selles-sur-Cher dans l'arrondissement de Romorantin-Lanthenay en 2016.
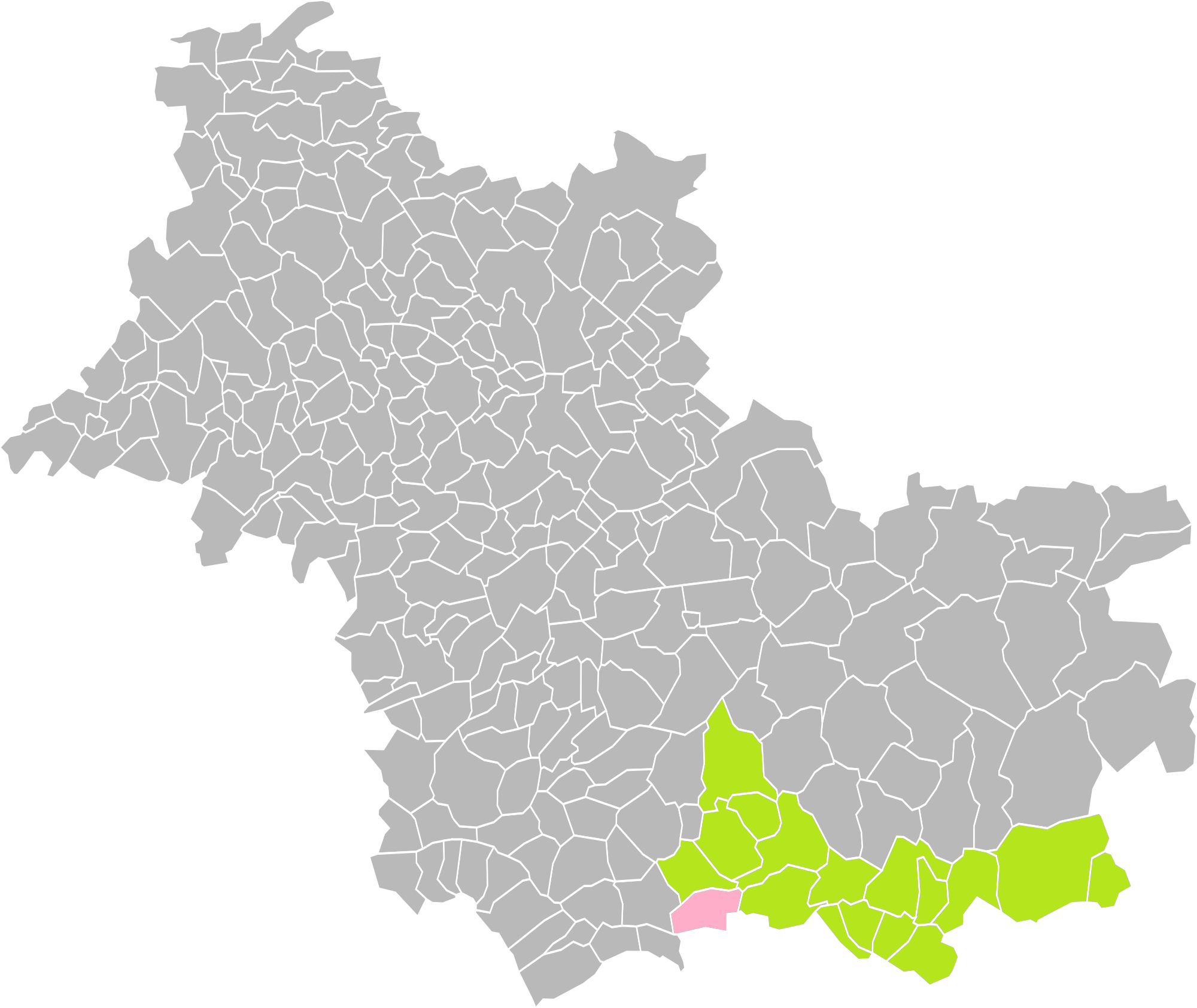
Selles-sur-Cher dans le canton de Selles-sur-Cher en 2016.

### Politique et administration municipale

#### Conseil municipal et maire
Le conseil municipal de Selles-sur-Cher, commune de plus de 1 000 habitants, est élu au scrutin proportionnel plurinominal avec prime majoritaire. Compte tenu de la population communale, le nombre de sièges au conseil municipal est de 25. Le maire, à la fois agent de l'État et exécutif de la commune en tant que collectivité territoriale, est élu par le conseil municipal au scrutin secret lors de la première réunion du conseil suivant les élections municipales, pour un mandat de six ans, c'est-à-dire pour la durée du mandat du conseil.
| Période      | Période      | Identité         | Étiquette   | Qualité                                                                                    |
| ------------ | ------------ | ---------------- | ----------- | ------------------------------------------------------------------------------------------ |
| octobre 1963 | mars 1989    | Kléber Loustau   | PS puis UDF | Député (1962-1968) Président du conseil général (1973-1988) Conseiller général (1963-1988) |
| mars 1989    | 1998         | Alain Quillout   | DVD         | Professeur de collège Conseiller général (1988-2008)                                       |
| 1998         | mars 2001    | Bernard Sommier  | PS          |                                                                                            |
| mars 2001    | mars 2008    | François Brault  | DVD         |                                                                                            |
| mars 2008    | mars 2014    | Joël Graslin     | MoDem       | Administrateur de sociétés                                                                 |
| mars 2014    | juillet 2020 | Francis Monchet  |             | Retraité salarié du secteur privé                                                          |
| juillet 2020 | En cours     | Stella Cocheton, | DVD         | Employée administrative d'entreprise                                                       |

### Tendances politiques et résultats
Les personnalités exerçant une fonction élective dont le mandat est en cours et en lien direct avec le territoire de la commune de Selles-sur-Cher sont les suivantes :
| Élection        | Territoire          | Titre                         | Nom                    | Début de mandat  | Fin de mandat |
| --------------- | ------------------- | ----------------------------- | ---------------------- | ---------------- | ------------- |
| Municipales     | Selles-sur-Cher     | Maire                         | Francis Monchet        | mars 2014        | 2020          |
| Cantonales      | Selles-sur-Cher     | Conseiller général            | Jean-Paul Pinon        | 16 mars 2008     | 2015          |
| Législatives    | 2e circonscription  | Député                        | Patrice Martin-Lalande | 10 juin 2012     | juin 2017     |
| Régionales      | Centre-Val de Loire | Président du conseil régional | François Bonneau       | 7 septembre 2007 | 2015          |
| Présidentielles | France              | Président de la République    | François Hollande      | 6 mai 2012       | mai 2017      |

## Population et société

### Démographie

#### Évolution démographique
L'évolution du nombre d'habitants est connue à travers les recensements de la population effectués dans la commune depuis 1793. Pour les communes de moins de 10 000 habitants, une enquête de recensement portant sur toute la population est réalisée tous les cinq ans, les populations de référence des années intermédiaires étant quant à elles estimées par interpolation ou extrapolation. Pour la commune, le premier recensement exhaustif entrant dans le cadre du nouveau dispositif a été réalisé en 2006.

En 2022, la commune comptait 4 225 habitants, en évolution de −7,95 % par rapport à 2016 (Loir-et-Cher : −1,15 %, France hors Mayotte : +2,11 %).
| 1793  | 1800  | 1806  | 1821  | 1831  | 1836  | 1841  | 1846  | 1851  |
| ----- | ----- | ----- | ----- | ----- | ----- | ----- | ----- | ----- |
| 3 312 | 3 744 | 3 837 | 3 945 | 4 121 | 4 258 | 4 252 | 4 404 | 4 544 |

| 1856  | 1861  | 1866  | 1872  | 1876  | 1881  | 1886  | 1891  | 1896  |
| ----- | ----- | ----- | ----- | ----- | ----- | ----- | ----- | ----- |
| 4 439 | 4 672 | 4 776 | 4 659 | 4 771 | 4 643 | 4 654 | 4 502 | 4 360 |

| 1901  | 1906  | 1911  | 1921  | 1926  | 1931  | 1936  | 1946  | 1954  |
| ----- | ----- | ----- | ----- | ----- | ----- | ----- | ----- | ----- |
| 4 164 | 4 082 | 4 074 | 3 745 | 3 762 | 3 580 | 3 609 | 3 490 | 3 492 |

| 1962  | 1968  | 1975  | 1982  | 1990  | 1999  | 2006  | 2011  | 2016  |
| ----- | ----- | ----- | ----- | ----- | ----- | ----- | ----- | ----- |
| 3 884 | 4 143 | 4 642 | 5 018 | 4 751 | 4 775 | 4 666 | 4 606 | 4 590 |

| 2021  | 2022  | - | - | - | - | - | - | - |
| ----- | ----- | - | - | - | - | - | - | - |
| 4 342 | 4 225 | - | - | - | - | - | - | - |

#### Pyramide des âges
La population de la commune est relativement âgée.
En 2018, le taux de personnes d'un âge inférieur à 30 ans s'élève à 29,5 %, soit en dessous de la moyenne départementale (31,3 %). À l'inverse, le taux de personnes d'âge supérieur à 60 ans est de 37,5 % la même année, alors qu'il est de 31,6 % au niveau départemental.
En 2018, la commune comptait 2 181 hommes pour 2 400 femmes, soit un taux de 52,39 % de femmes, légèrement supérieur au taux départemental (51,45 %).
Les pyramides des âges de la commune et du département s'établissent comme suit.
| Hommes | Classe d’âge | Femmes |
| ------ | ------------ | ------ |
| 1,1    | 90 ou +      | 3,9    |
| 12,8   | 75-89 ans    | 15,7   |
| 20,7   | 60-74 ans    | 20,7   |
| 19,4   | 45-59 ans    | 19,2   |
| 14,2   | 30-44 ans    | 13,2   |
| 14,3   | 15-29 ans    | 12,2   |
| 17,6   | 0-14 ans     | 15,2   |

| Hommes | Classe d’âge | Femmes |
| ------ | ------------ | ------ |
| 1,1    | 90 ou +      | 2,6    |
| 9,2    | 75-89 ans    | 11,9   |
| 19,7   | 60-74 ans    | 20,4   |
| 20,7   | 45-59 ans    | 20     |
| 16,5   | 30-44 ans    | 16,2   |
| 15,2   | 15-29 ans    | 13,2   |
| 17,6   | 0-14 ans     | 15,7   |

## Économie

### Secteurs d'activité
Le tableau ci-dessous détaille le nombre d'entreprises implantées à Selles-sur-Cher selon leur secteur d'activité et le nombre de leurs salariés :
|                                                              | total | % com (% dep) | 0 salarié | 1 à 9 salarié(s) | 10 à 19 salariés | 20 à 49 salariés | 50 salariés ou plus |
| ------------------------------------------------------------ | ----- | ------------- | --------- | ---------------- | ---------------- | ---------------- | ------------------- |
| Ensemble                                                     | 333   | 100,0 (100)   | 197       | 118              | 4                | 11               | 3                   |
| Agriculture, sylviculture et pêche                           | 14    | 4,2 (11,8)    | 6         | 8                | 0                | 0                | 0                   |
| Industrie                                                    | 23    | 6,9 (6,5)     | 9         | 10               | 0                | 3                | 1                   |
| Construction                                                 | 40    | 12,0 (10,3)   | 24        | 15               | 0                | 1                | 0                   |
| Commerce, transports, services divers                        | 195   | 58,6 (57,9)   | 124       | 65               | 2                | 3                | 1                   |
| dont commerce et réparation automobile                       | 78    | 23,4 (17,5)   | 47        | 27               | 1                | 2                | 1                   |
| Administration publique, enseignement, santé, action sociale | 61    | 18,3 (13,5)   | 34        | 20               | 2                | 4                | 1                   |
| Champ : ensemble des activités.                              |       |               |           |                  |                  |                  |                     |

Le secteur du commerce, transports et services divers est prépondérant sur la commune (195 entreprises sur 333). Sur les 333 entreprises implantées à Selles-sur-Cher en 2016, 197 ne font appel à aucun salarié, 118 comptent 1 à 9 salariés, 4 emploient entre 10 et 19 personnes. 11 emploient entre 20 et 49 personnes.
Au 1er juillet 2017, la commune est classée en zone de revitalisation rurale (ZRR), un dispositif visant à aider le développement des territoires ruraux principalement à travers des mesures fiscales et sociales. Des mesures spécifiques en faveur du développement économique s'y appliquent également.
La viticulture est l'une des activités de la commune, qui se trouve dans la zone couverte par l'AOC valençay. On trouve chaque jeudi matin le marché.
Le camping placé au bord du Cher est une autre activité de la commune.
La commune se trouve dans l'aire géographique et dans la zone de production du lait, de fabrication et d'affinage du fromage valençay.

### Agriculture
En 2010, l'orientation technico-économique de l'agriculture sur la commune est la polyculture et le polyélevage. Le département a perdu près d'un quart de ses exploitations en 10 ans, entre 2000 et 2010 (c'est le département de la région Centre-Val de Loire qui en compte le moins). Cette tendance se retrouve également au niveau de la commune où le nombre d'exploitations est passé de 84 en 1988 à 28 en 2000 puis à 17 en 2010. Parallèlement, la taille de ces exploitations augmente, passant de 13 ha en 1988 à 47 ha en 2010.
Le tableau ci-dessous présente les principales caractéristiques des exploitations agricoles de Selles-sur-Cher, observées sur une période de 22 ans :
|                                      | 1988                 | 2000                 | 2010                 |
| Dimension économique                 | Dimension économique | Dimension économique | Dimension économique |
| ------------------------------------ | -------------------- | -------------------- | -------------------- |
| Nombre d'exploitations (u)           | 84                   | 28                   | 17                   |
| Travail (UTA)                        | 102                  | 44                   | 32                   |
| Surface agricole utilisée (ha)       | 1 105                | 834                  | 797                  |
| Cultures                             |                      |                      |                      |
| Terres labourables (ha)              | 796                  | 602                  | 508                  |
| Céréales (ha)                        | 466                  | 304                  | 342                  |
| dont blé tendre (ha)                 | 180                  | 213                  | 148                  |
| dont maïs-grain et maïs-semence (ha) | 88                   | s                    | s                    |
| Tournesol (ha)                       | 100                  | 66                   | s                    |
| Colza et navette (ha)                | 0                    | s                    |                      |
| Élevage                              |                      |                      |                      |
| Cheptel (UGBTA)                      | 309                  | 209                  | 310                  |

#### Produits labellisés
La commune de Selles-sur-Cher est située dans l'aire de l'appellation d'origine protégée (AOP) de trois produits : deux fromages (le Selles-sur-cher et le Valençay) et un vin (le Valençay).
Le territoire de la commune est également intégré aux aires de productions de divers produits bénéficiant d'une indication géographique protégée (IGP) : le vin Val-de-loire, les volailles de l’Orléanais et les volailles du Berry,.

Quelques produits labellisés de Selles-sur-Cher.
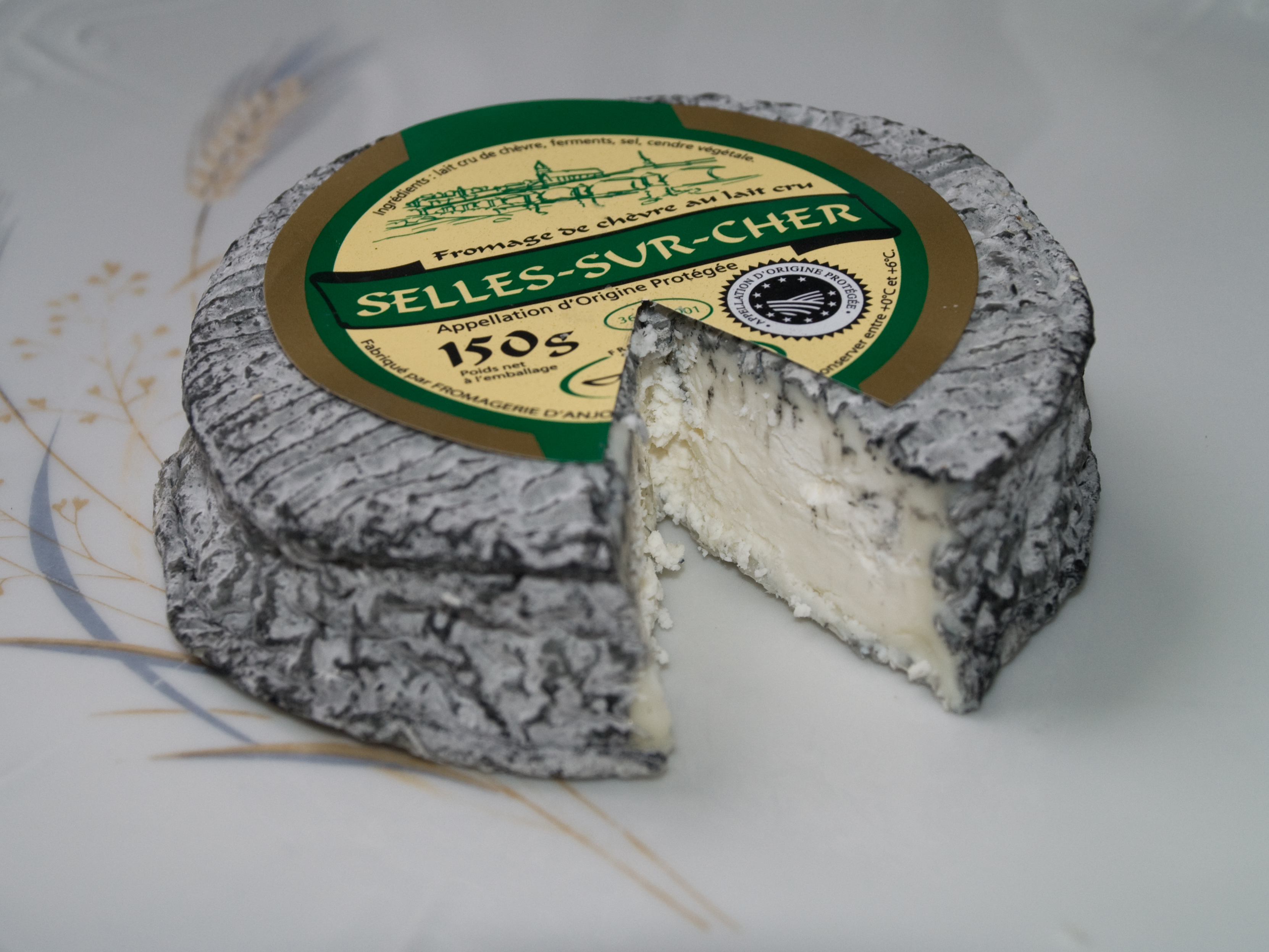
Selles-sur-cher.
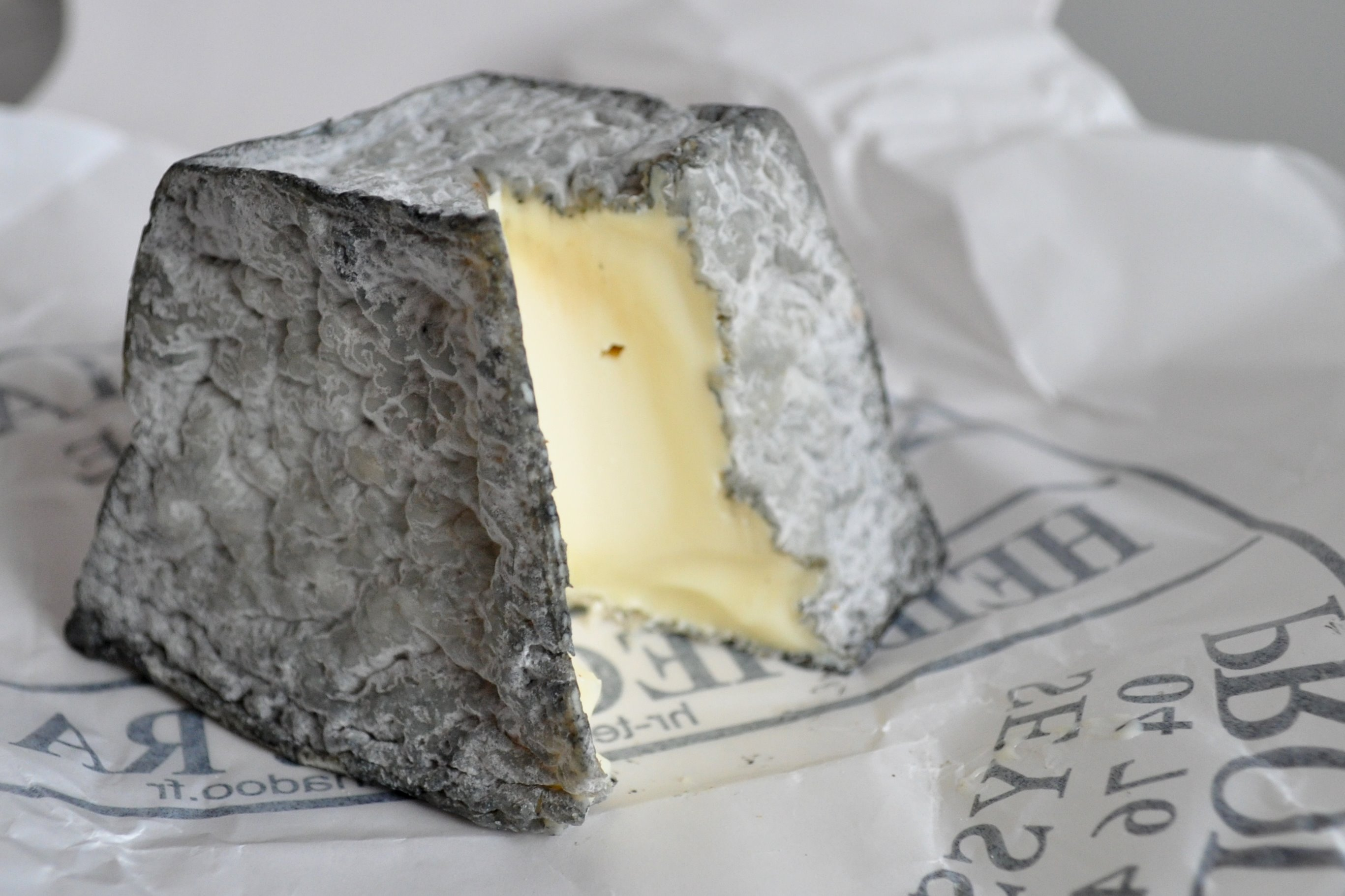
Fromage de Valençay.

## Culture locale et patrimoine

### Voies
| 210 odonymes recensés à Selles-sur-Cher au 15 mars 2014     | 210 odonymes recensés à Selles-sur-Cher au 15 mars 2014 | 210 odonymes recensés à Selles-sur-Cher au 15 mars 2014 | 210 odonymes recensés à Selles-sur-Cher au 15 mars 2014 | 210 odonymes recensés à Selles-sur-Cher au 15 mars 2014 | 210 odonymes recensés à Selles-sur-Cher au 15 mars 2014 | 210 odonymes recensés à Selles-sur-Cher au 15 mars 2014 | 210 odonymes recensés à Selles-sur-Cher au 15 mars 2014 | 210 odonymes recensés à Selles-sur-Cher au 15 mars 2014 | 210 odonymes recensés à Selles-sur-Cher au 15 mars 2014 | 210 odonymes recensés à Selles-sur-Cher au 15 mars 2014 | 210 odonymes recensés à Selles-sur-Cher au 15 mars 2014 | 210 odonymes recensés à Selles-sur-Cher au 15 mars 2014 | 210 odonymes recensés à Selles-sur-Cher au 15 mars 2014 | 210 odonymes recensés à Selles-sur-Cher au 15 mars 2014 | 210 odonymes recensés à Selles-sur-Cher au 15 mars 2014 |
| Allée                                                       | Avenue                                                  | Bld                                                     | Chemin                                                  | Cité                                                    | Impasse                                                 | Passage                                                 | Place                                                   | Pont                                                    | Quai                                                    | Route                                                   | Rue                                                     | Square                                                  | Voie                                                    | Autres                                                  | Total                                                   |
| ----------------------------------------------------------- | ------------------------------------------------------- | ------------------------------------------------------- | ------------------------------------------------------- | ------------------------------------------------------- | ------------------------------------------------------- | ------------------------------------------------------- | ------------------------------------------------------- | ------------------------------------------------------- | ------------------------------------------------------- | ------------------------------------------------------- | ------------------------------------------------------- | ------------------------------------------------------- | ------------------------------------------------------- | ------------------------------------------------------- | ------------------------------------------------------- |
| 2                                                           | 5                                                       | 1                                                       | 2                                                       | 6                                                       | 27                                                      | 0                                                       | 8                                                       | 1                                                       | 2                                                       | 2                                                       | 124                                                     | 1                                                       | 0                                                       | 29                                                      | 210                                                     |
| Notes « N »                                                 | Notes « N »                                             | 1. 2. 3. 4. 5. 6. 7. 8. 9. 10. 11.                      | 1. 2. 3. 4. 5. 6. 7. 8. 9. 10. 11.                      | 1. 2. 3. 4. 5. 6. 7. 8. 9. 10. 11.                      | 1. 2. 3. 4. 5. 6. 7. 8. 9. 10. 11.                      | 1. 2. 3. 4. 5. 6. 7. 8. 9. 10. 11.                      | 1. 2. 3. 4. 5. 6. 7. 8. 9. 10. 11.                      | 1. 2. 3. 4. 5. 6. 7. 8. 9. 10. 11.                      | 1. 2. 3. 4. 5. 6. 7. 8. 9. 10. 11.                      | 1. 2. 3. 4. 5. 6. 7. 8. 9. 10. 11.                      | 1. 2. 3. 4. 5. 6. 7. 8. 9. 10. 11.                      | 1. 2. 3. 4. 5. 6. 7. 8. 9. 10. 11.                      | 1. 2. 3. 4. 5. 6. 7. 8. 9. 10. 11.                      | 1. 2. 3. 4. 5. 6. 7. 8. 9. 10. 11.                      | 1. 2. 3. 4. 5. 6. 7. 8. 9. 10. 11.                      |
| Sources : rue-ville.info & perche-gouet.net & OpenStreetMap |                                                         |                                                         |                                                         |                                                         |                                                         |                                                         |                                                         |                                                         |                                                         |                                                         |                                                         |                                                         |                                                         |                                                         |                                                         |

### Lieux et monuments

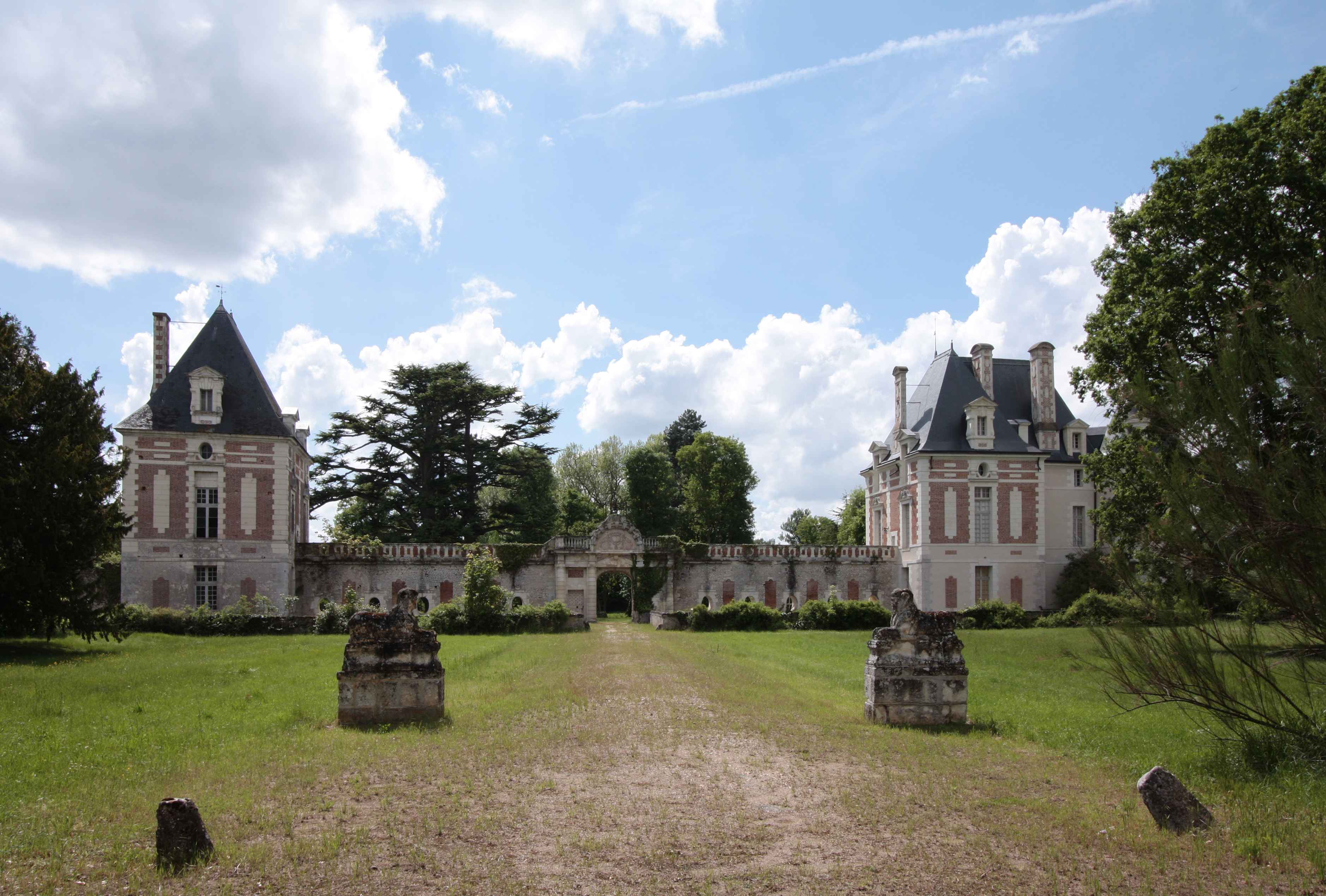
Le château.

- Abbatiale Notre-Dame-la-Blanche, construite au XIIe siècle, dont la tour comporte en extérieur des frises sculptées de l'époque romane et dont la crypte contient le tombeau de saint Eusice (sarcophage mérovingien). Elle a été restaurée par Anatole de Baudot.
- Cloître de l'abbaye Saint-Eusice, actuellement hôtel de ville.
- Château de Selles-sur-Cher, d'abord forteresse médiévale dont la construction remonte à 935, ayant appartenu à Philippe de Béthune (frère de Sully) qui fit appel à l'architecte Jacques Androuet du Cerceau pour sa rénovation[77], détruite partiellement au XVIIIe siècle et reconstruite pour en faire une demeure d'agrément. Il est rouvert au public depuis 2012[78]. Il accueille le festival des Geek Faëries depuis juin 2014[79],[80].
- Le pont sur le Cher, ou Vieux pont, agrémenté d'un moulin jusqu'en 1847 sur les deux premières arches côté Selles-sur-Cher et d'un pont-levis sur la septième[réf. nécessaire].
- Pont-canal sur la Sauldre.
- Tour de la Porte aux Renards, vestige des fortifications.
- Logis de Jeanne d'Arc.
- Gare de Selles-sur-Cher.

### Héraldique
|  | Les armoiries de Selles-sur-Cher se blasonnent ainsi : D'azur aux trois selles d'or. Armes parlantes anciennes (Armorial d'Hozier - 1696). |

## Personnalités liées à la commune
- Robert Paumier (1913-1988), né le 12 janvier 1913 à Selles-sur-Cher, militant communiste et résistant français.
- Kléber Loustau (1915-2008), homme politique français, y a résidé jusqu'à la fin de ses jours[81].
- Famille Normant - À l'époque moderne, les ancêtres de la famille Normant, industriels à Romorantin, sont installés dans la ville. Ils sont marchands et fabricants drapiers de père en fils. Leurs descendants fondent la Manufacture Normant frères au début du XIXe siècle[82].

## Jumelages
- Traben-Trarbach (Allemagne), voir Traben-Trarbach (de) depuis 1990 ;

## Gastronomie
- Fromage AOC de Selles-sur-Cher.